# Ulica Juliusza Słowackiego w Warszawie

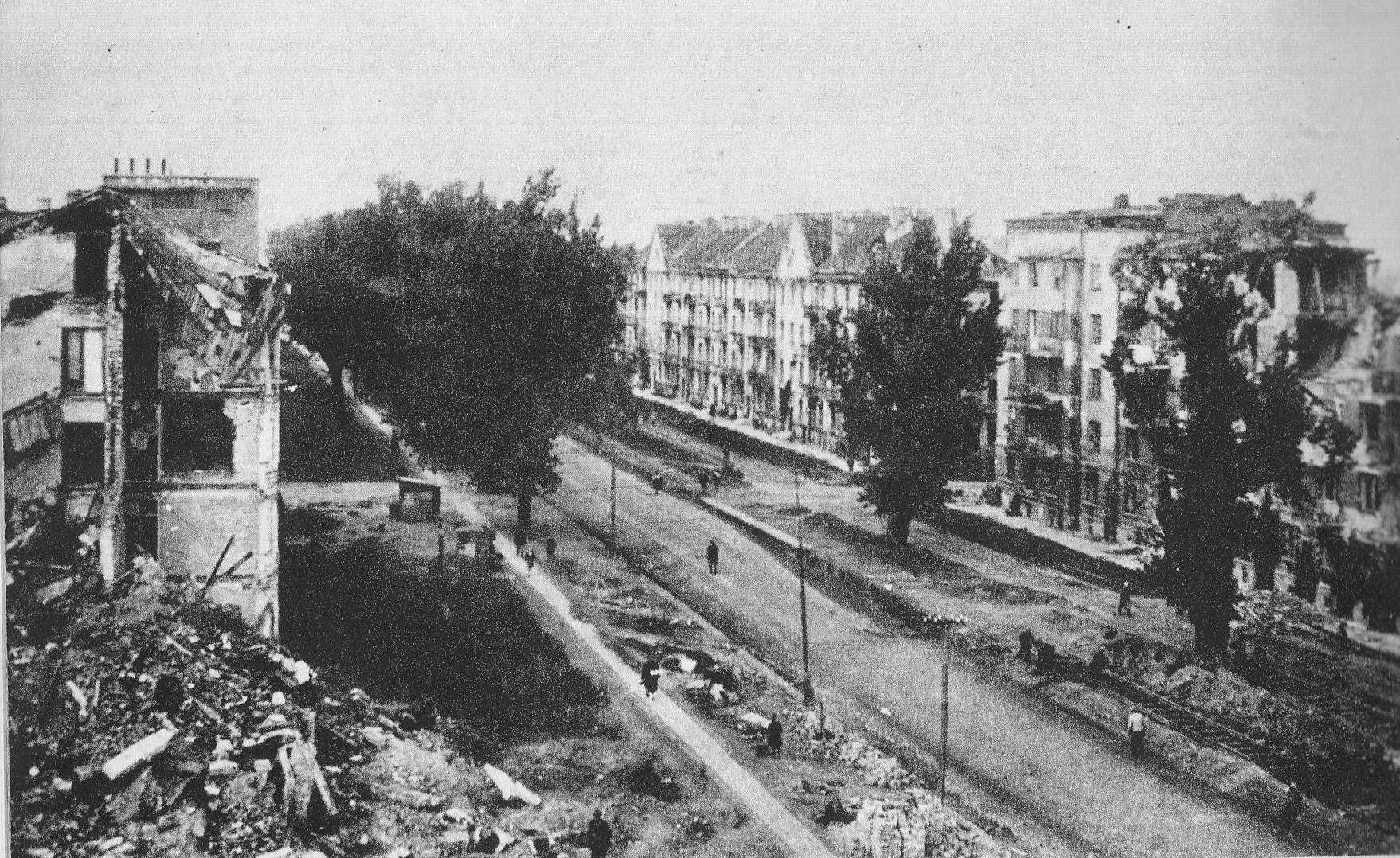
Ulica na wysokości ul. Sierpeckiej w 1945

Ulica Juliusza Słowackiego – ulica w Warszawie znajdująca się w dzielnicach Żoliborz i Bielany.
Ulicę wytyczono przed II wojną światową. Do 1939 roku była częścią ulicy Marymonckiej, następnie przez dwa lata nosiła imię Juliusza Słowackiego, a w latach 1941–1945 nazywano ją Modlinerstrasse (ul. Modlińska). Po wojnie przywrócono jej dawną nazwę.

## Przebieg
Ulica odchodzi z placu Wilsona w kierunku północno-zachodnim. Po obu jej stronach znajdują się bloki mieszkalne. Od strony południowo-zachodniej biegnie prostopadle ulica Teodora Toeplitza, a następnie ulica Filarecka. Za blokiem od strony północno-wschodniej znajduje się urząd dzielnicy Żoliborz, dalej dom handlowy „Merkury”, a następnie kamienice. Za skrzyżowaniem z ulicami Augusta Cieszkowskiego oraz Pawła Suzina, po obu stronach ulicy znajdują się niskie bloki mieszkalne. Po stronie północno-wschodniej znajdują się następnie pasy pieszy oraz pieszo-rowerowy, przedzielone pasem zieleni. Jest to ulica Krechowiecka, kończąca swój bieg po drugiej stronie Słowackiego, przy skrzyżowaniu z Sierpecką, jako ulica asfaltowa. Dalej, aż do skrzyżowania z ulicami Marymoncką i Potocką ciągną się niskie bloki mieszkalne, porozcinane ulicami: Stanisława Szczepanowskiego od strony północno-wschodniej oraz Marcina Poczobutta i Hanki Czaki od strony południowo-zachodniej m.in. wybudowane w dwudziestoleciu „Osiedle Skarbowców”. Na roku Potockiej i ks. Jerzego Popiełuszki znajduje się Szkoła Główna Służby Pożarniczej.
Za skrzyżowaniem Potockiej i Popiełuszki znajduje się kolejne skrzyżowanie ulic Gdańskiej oraz Popiełuszki. Na pierwszym z nich ruch odbywa się w stronę osiedla Marymont-Potok, a na kolejnym w odwrotną. Ulica z dwupasmowej staje się trzypasmowa, przedzielona pasem zieleni. Stopniowo zmienia też ona swój bieg w stronę północy. Po stronie północno-wschodniej znajduje się Park Kaskada, po południowo zaś, do ulicy Włościańskiej Hala Marymoncka wraz z otaczającym ją bazarem oraz główny budynek stacji metra Marymont. Dalej znajduje się pętla autobusowa. W skład ulicy Słowackiego wchodzi także prowadząca wiaduktem trasa nad aleją Armii Krajowej, za którym zaczyna się jej krótki, bielański odcinek. Swój bieg kończy na skrzyżowaniu z ulicą Stefana Żeromskiego. Jej przedłużeniem jest ulica Marymoncka.
Ulica ma długość ok. 1655 metrów.

## Komunikacja miejska

### Okres przedwojenny
Pierwsza linia autobusowa poprowadzona przez ulicę Słowackiego pojawiła się 20 grudnia 1920 roku. Była to linia zwykła nr 2, która zaczynała swój bieg w okolicach Dworca Gdańskiego, a kończyła na Marymoncie. Zastąpiono ją wtedy pierwszą linią tramwajową łączącą Żoliborz ze Śródmieściem, której nadano nr 15. Przed II wojną światową na Słowackiego autobusy się już nie pojawiły, natomiast torami kolejowymi kursowało osiem linii – 3, 4, 14, 15, 17, 23, 27 oraz nocna 30.
W roku 1928 przedłużono trasę tramwaju 14, który wcześniej kończył ją w okolicach Dworca Gdańskiego. Nowy przebieg linii 14 zaczynał się na Placu Wilsona, a kończył na Placu Unii Lubelskiej. Linię przesunięto w roku 1935 i od tamtej pory zamiast Słowackiego kursowała ona na stałe ulicą Mickiewicza. W 1931 przedłużono również trasę linii nr 17 – od tamtej pory zaczynała ona swój bieg na Placu Wilsona, a kończyła na Placu Narutowicza. Linia ta jedynie jadąc w stronę Śródmieścia przecinała przystanek na Słowackiego, w drodze powrotnej pokonywała ulicę Mickiewicza oraz Plac Inwalidów. W 1932 roku uruchomiono pierwszą linię nocną łączącą Żoliborz ze Śródmieściem, która obejmowała ulicę Słowackiego (podobnie, jak linia 17 tylko w jedną stronę). Była to linia nr 30 zaczynająca trasę na Placu Wilsona, a kończąca na Placu Trzech Krzyży.
W 1936 przedłużono trasę linii nr 4. Od tamtej pory tramwaj rozpoczynający trasę w okolicach Dworca Wschodniego nie kończył jej na Dworcu Gdańskim, ale na Placu Wilsona, przez co uwzględniona została ulica Słowackiego. Była to pierwsza linia tramwajowa łącząca Żoliborz z Pragą. Trasa została skrócona ponownie w roku 1938. Rok później, celem polepszenia komunikacji Żoliborza ze Śródmieściem przedłużono także linię 3, która od tamtej pory kursowała na trasie Plac Wilsona – Rakowiecka. Najpóźniej uruchomiono linie 23 (Potocka – Gocławek) w roku 1938 oraz 27 (Potocka – Plac Narutowicza) rok później.
Nasilenie bombardowań w czasie wojny powoduje zawieszenie funkcjonowania komunikacji miejskiej w Warszawie we wrześniu 1939.
| Nr linii | Typ        | Typ    | Początek kursowania  | Koniec kursowania | Uwagi |
| -------- | ---------- | ------ | -------------------- | ----------------- | ----- |
| 2        | autobusowa | zwykła | 20 grudnia 1920      | 20 grudnia 1924   |       |
| 3        | tramwajowa | zwykła | 21 marca 1937        | 8 września 1939   |       |
| 4        | tramwajowa | zwykła | 17 lutego 1936       | 14 grudnia 1938   |       |
| 14       | tramwajowa | zwykła | 14 października 1928 | 17 listopada 1935 |       |
| 15       | tramwajowa | zwykła | 20 grudnia 1924      | 8 września 1939   |       |
| 17       | tramwajowa | zwykła | 19 stycznia 1931     | 8 września 1939   |       |
| 23       | tramwajowa | zwykła | 14 grudnia 1938      | 8 września 1939   |       |
| 27       | tramwajowa | zwykła | 26 marca 1939        | 8 września 1939   |       |
| 30       | tramwajowa | nocna  | 5 listopada 1932     | 8 września 1939   |       |

### Okres II wojny światowej
W okresie II wojny światowej po ulicy Słowackiego stale nie kursowały autobusy komunikacji publicznej. Pierwsza linia tramwajowa pojawiła się 18 października 1939 roku. Miała ona wtedy oznaczenie słowne (najpierw PL. WILSONA – PL. KRASIŃSKICH, a potem POTOCKA – PL. KRASIŃSKICH), dopiero 11 listopada przyznano jej numer 14. Linia ta uwzględniała przystanek na Słowackiego jedynie w drodze do Śródmieścia. W roku 1940 pojawiły się dwie nowe linie tramwajowe – 17 oraz 26. Pierwsza z nich prowadziła od bielańskiego AWF=u do Placu Krasińskich (później do Placu Narutowicza), a druga z Marymontu do Placu Krasińskich, jednak kursowała jedynie niecałe pół roku. Od 1941 tramwaje linii nr 14 nie zatrzymywały się na przystanku na ulicy Słowackiego. W tym samym roku pojawiły się tam dwa inne tramwaje – 3 oraz 4. Pierwszy z nich kursował od Potockiej do Placu Unii Lubelskiej, a drugi od Placu Wilsona do Dworca Wschodniego. Linia nr 4 przez okres 10 listopada 1941 – 1 czerwca 1942 kursowała na skróconej trasie do Dworca Gdańskiego. Ostatnią linią, która pojawiła się przed zakończeniem działań wojennych w Warszawie była linia nr 7 w 1943 roku. Łączyła ona bielański AWF z Okęciem (później skrócona do Placu Narutowicza). Linie nocne nie funkcjonowały przez cały okres II wojny światowej.
1 sierpnia 1944 roku wszystkie linie zostały zlikwidowane wskutek wybuchu powstania warszawskiego.
| Nr linii | Typ        | Typ    | Początek kursowania             | Koniec kursowania                 | Uwagi |
| -------- | ---------- | ------ | ------------------------------- | --------------------------------- | ----- |
| 3        | tramwajowa | zwykła | 10 listopada 1941               | 1 sierpnia 1944                   |       |
| 4        | tramwajowa | zwykła | 21 września 1941 1 czerwca 1942 | 10 listopada 1941 1 sierpnia 1944 |       |
| 7        | tramwajowa | zwykła | 1 marca 1943                    | 1 sierpnia 1944                   |       |
| 14*      | tramwajowa | zwykła | 18 października 1939            | 21 września 1941                  |       |
| 17       | tramwajowa | zwykła | 31 marca 1940                   | 1 sierpnia 1944                   |       |
| 26       | tramwajowa | zwykła | 23 czerwca 1940                 | 21 września 1941                  |       |

- – do 19 listopada 1939 bez numeru

## Ważniejsze obiekty

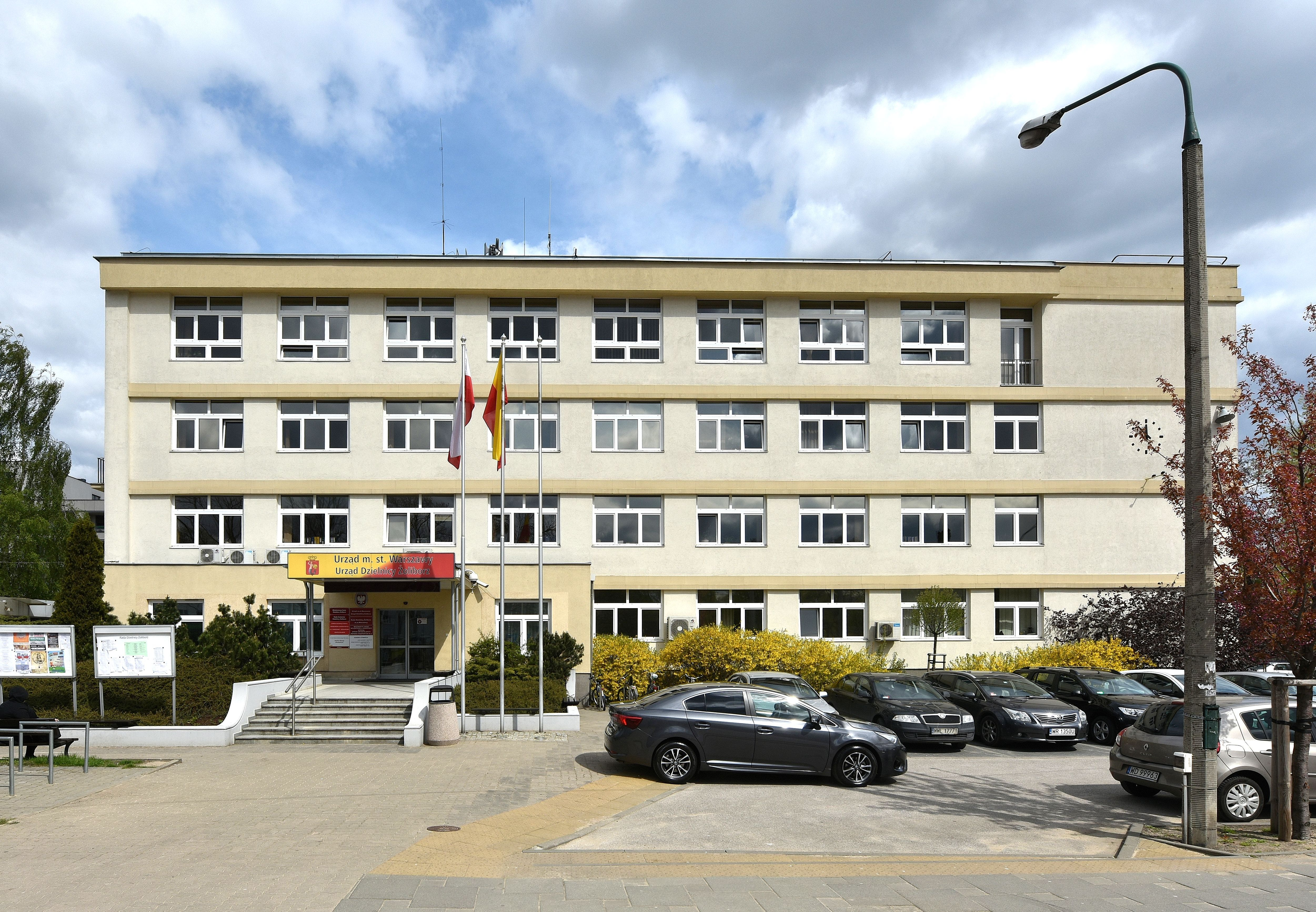
Budynek Urzędu Dzielnicy Żoliborz przy ul. Słowackiego 6/8

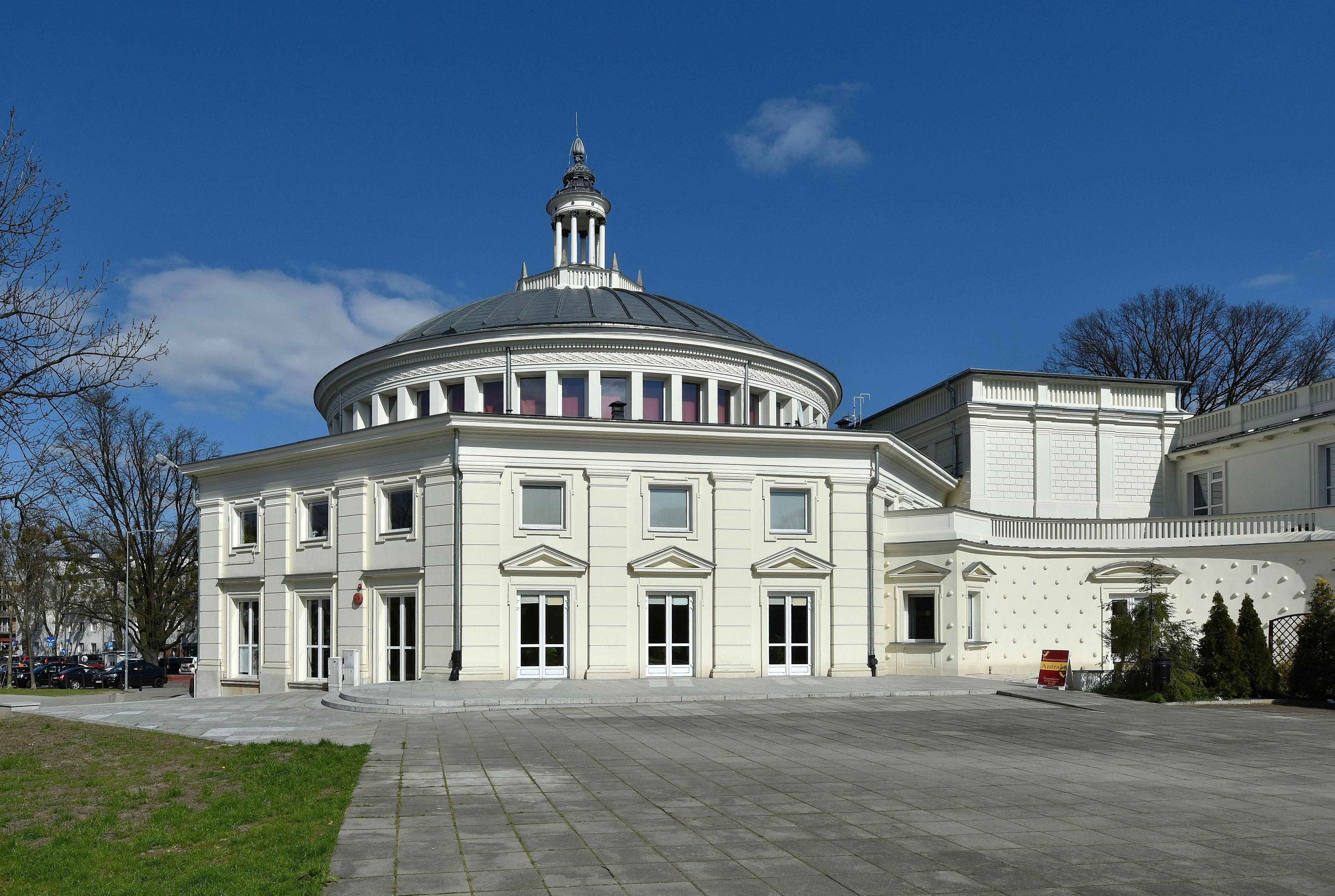
Teatr Komedia

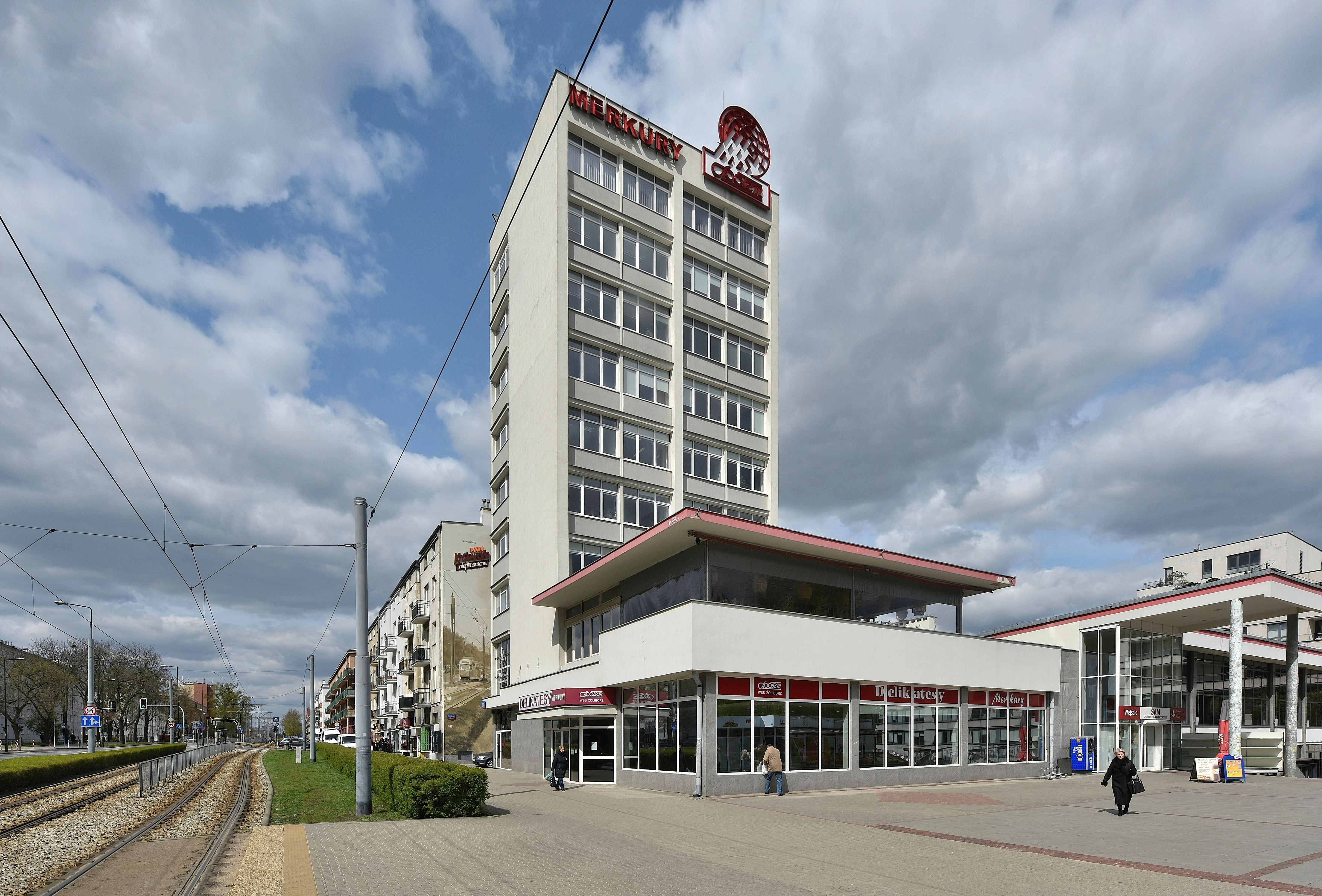
Dom Handlowy „Merkury” (nr 16/18)

### Urząd Dzielnicy Żoliborz m. st. Warszawy
Przy ulicy Słowackiego 6/8 mieści się urząd jednej z najmniejszych warszawskich dzielnic – Żoliborza.

### Teatr Komedia i Czytelnia Naukowa nr XVI
Przy ulicy Słowackiego 19a mieści się Teatr Komedia. Budynek nie znajduje się bezpośrednio przy jezdni. Mieści się on za parkingiem, przy ulicy Krechowieckiej, w parku. Budynek wybudowana w roku 1952 dla Społecznego Domu Kultury WSM. Wówczas mieścił się on przy ulicy Sierpeckiej 7. Pięć lat później oficjalnie założono Teatr Komedia. Pierwszą wystawioną tam sztuką był musical Kiss me Kate w reżyserii Jerzego Rakowieckiego, którego premiera odbyła się 14 września 1957 roku. W styczniu 1990 roku nazwę teatru zmieniono na Północne Centrum Sztuki, jednak już dwa lata później dodano do niej na powrót słowa Teatr Komedia.
Pod tym samym adresem znajduje się Czytelnia Naukowa nr XVI oraz Biblioteka Publiczna nr 16. Pierwsza biblioteka na Żoliborzu założona w roku 1929 spłonęła w czasie II wojny światowej. Zbiory z niej przeniesiono do Wypożyczalni im. Kazimierza Tołwińskiego (założyciela biblioteki z roku 1929), która mieściła się przy Słowackiego 5/13. W 1951 biblioteka przeniosła się do nowego budynku Społecznego Domu Kultury WSM. W roku 1998 przystąpiono do organizacji tam Czytelni Naukowej nr XVI, a do roku 2000 zakończono komputeryzację wszystkich żoliborskich bibliotek. Nowoczesną Czytelnię Naukową otworzono w roku 2001.
Fragment budynku jest również wynajmowany na redakcję i studia Radia 357.

### Spółdzielczy Dom Handlowy „Merkury”
Przy ul. Słowackiego 16/18 znajduje się budynek Spółdzielczego Domu Handlowego „Merkury”. Budynek, zaprojektowany przez Jacka Nowickiego, oddano do użytku w 1964 roku. W środku znajdowały się ceramiczne dekoracje autorstwa Krzysztofa Henisza, które – mimo wielokrotnie zmieniających się najemców – przetrwały kilka dekad. Ceramiczna dekoracja została zniszczona przez nowego najemcę w styczniu 2015 roku.

### Inne
- Izba Pamięci Marii Kownackiej – mieszkanie, w którym mieszkała pisarka, oddział Muzeum Książki Dziecięcej Biblioteki Publicznej m.st. Warszawy (nr 5/13 m. 74)